# Пам'ятник Дегтярьову (Донецьк)

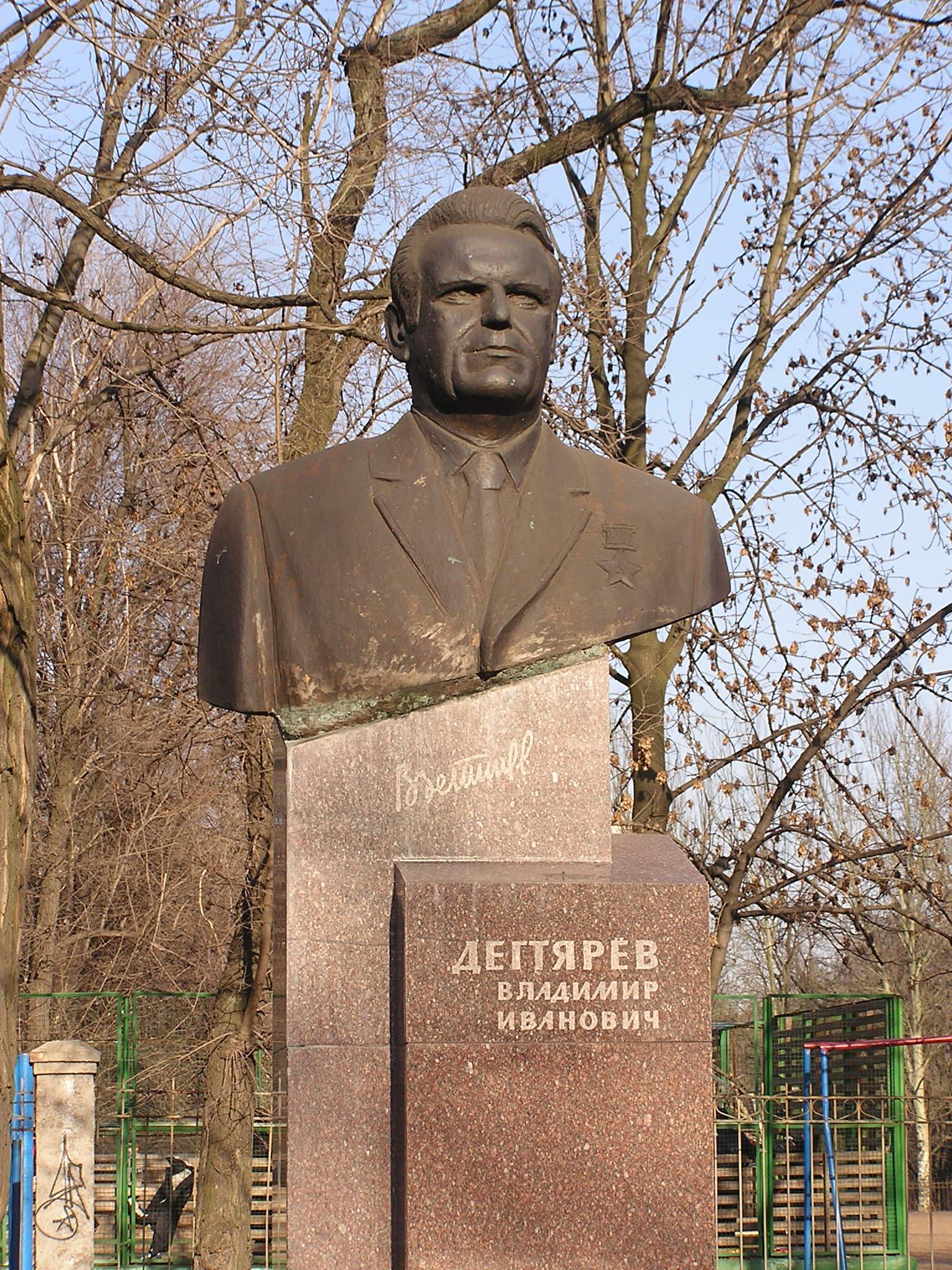
Пам'ятник Дегтярьову

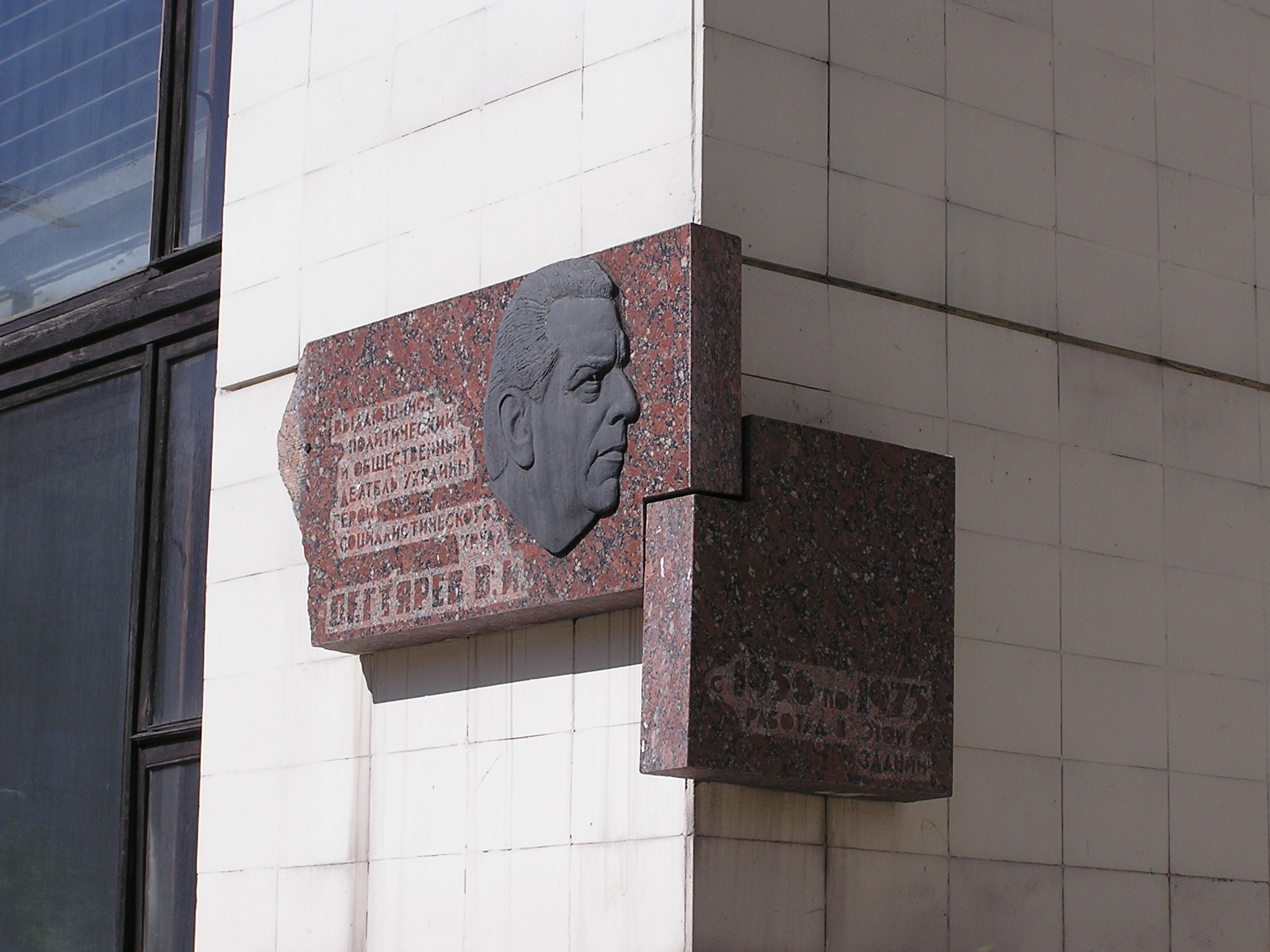
Меморіальна табличка на будинку Ворошиловського виконкому

Пам'ятник Дегтярьову установлений в Донецьку на честь державного й політичного діяча Володимира Дегтярьова.
Дегтярьов був першим секретарем Донецького обкому КПУ. Під час його керівництва відбулося становлення Донецька як великого сучасного міста.
Пам'ятник був встановлений 21 листопада 2001 року в Ворошиловському районі Донецька, за адресою: Вулиця Артема 155, неподалік від ОШ № 54 і каплиці Святої Варвари.
Автори пам'ятника: скульптор Юрій Іванович Балдін і архітектор Артур Львович Лукиін.
Пам'ятник виконаний з бронзи і являє собою погруддя Володимира Дегтярьова. Вага погруддя - 350 кілограм. Постамент пам'ятник виконаний з червоного граніту і являє собою єдиний монолітний пілон з косим зрізом.